# Granica kambodżańsko-laotańska
Granica kambodżańsko-laotańska – granica międzypaństwowa między Kambodżą i Laosem, ciągnąca się na długości 547 km od trójstyku z Tajlandią na zachodzie do trójstyku z Wietnamem na wschodzie.

## Przebieg granicy
Granica na zachodzie rozpoczyna się na trójstyku granic Tajlandii, Kambodży i Laosu (współrzędne: 14°20′32,5″N 105°12′23,0″E/14,342361 105,206389), skąd biegnie początkowo w kierunku południowym. Następnie granicę wyznacza rzeka Tonle Repou, aż do jej ujścia do Mekongu. Mekong w tym miejscu jest bardzo szeroki i rozwidla się na kilka odnóg; granica poprowadzona jest wzdłuż najbardziej na południe wysuniętej odnogi tej rzeki. Po ponad 30 km granica przechodzi na lewy brzeg Mekongu i kontynuuje przez ląd w kierunku wschodnim (na tym odcinku znajduje się główne przejście graniczne pomiędzy Kambodżą i Laosem), by po około 10 km skręcić na północ. W miejscu określonym współrzędnymi 14°22′17,5″N 106°00′06,5″E/14,371528 106,001806 skręca na wschód. Przez pewien fragment przebieg granicy wyznacza rzeka Kong, po czym granica kontynuuje dalej na wschód przez Góry Annamskie do trójstyku granic Wietnamu, Kambodży i Laosu (współrzędne: 14°41′10″N 107°33′24″E/14,686111 107,556667).

## Historia
W 1863 roku Francja objęła swym protektoratem Kambodżę, a w 1893 roku rozszerzyła swoje wpływy o terytorium Laosu (z zachodnią granicą nowego terytorium na rzece Mekong na całej jej długości). Ustanowiono wówczas wewnętrzną granicę administracyjną pomiędzy Kambodżą i Laosem w ramach terytorium francuskich kolonii, która mieściła się w rejonie obecnej granicy kambodżańsko-laotańskiej, jednak na początku XX wieku dokonano pewnych istotnych korekt w jej przebiegu. W 1902 roku Francuzi uzyskali od Syjamu dodatkowe tereny na prawym brzegu Mekongu w górach Dângrêk, które rozgraniczono pomiędzy terytoria Kambodży i Laosu rzeką Tonle Repou. W latach 1904–1905 decyzjami francuskich władz zmieniono przebieg granic administracyjnych pomiędzy protektoratami wchodzącymi w skład Indochin Francuskich, odrywając od Laosu regiony Stœ̆ng Trêng (do Kambodży), Đăk Lăk i Kon Tum (do Annamu). Tak wyznaczona granica stała się granicą państwową pomiędzy Kambodżą i Laosem w momencie uzyskania przez te kraje niepodległości (obydwa państwa uzyskały częściową niepodległość w 1949 roku i całkowitą w roku 1953).
Przez lata na granicy dochodziło do niezbyt poważnych napięć i tarć na granicy. Ludność po obu stronach cechuje irredentyzm względem terytoriów położonych po przeciwnej stronie granicy. Khmerowie przed wiekami zamieszkiwali terytorium południowego Laosu, do dziś w rejonach Champasak i Attapu zachowały się liczne pozostałości dawnych khmerskich budowli. Z czasem jednak zostali oni wyparci na południe bądź zasymilowani z Laotańczykami, licznie zamieszkującymi również tereny prowincji Stœ̆ng Trêng, która znalazła się po stronie kambodżańskiej w wyniku zmiany granic administracyjnych dokonanych przez francuskie władze Indochin na początku XX wieku. W czasach francuskiej obecności na tych terenach nigdy nie dokonano precyzyjnej demarkacji granicy, która była jedynie wewnętrzną granicą administracyjną, dodatkowo położoną w trudno dostępnych terenach. Brak precyzyjnie wytyczonych granic również stanowił podłoże nieporozumień. Tuż przed końcem XX wieku postanowiono definitywnie rozwiązać kwestie sporne i ustalić ostateczny przebieg granicy. Prace jednak przeciągnęły się w czasie i nie zostały w pełni ukończone.